# Tokyo-Ga
(Wim Wenders)
Tokyo-Ga è un documentario di Wim Wenders del 1985 dedicato al regista Yasujirō Ozu.
Realizzato nella primavera del 1983 durante una pausa delle riprese del film Paris, Texas e montato nel 1985, il documentario alterna interviste ai collaboratori di Ozu (l'attore Chishū Ryū, il direttore della fotografia Yuharu Atsuta, ecc.) con riprese sulla vita frenetica della Tokyo contemporanea.
Il film è stato presentato al Festival di Cannes 1985 nella sezione Un Certain Regard.
In giapponese "ga" (画) significa "immagini", "fotogrammi".

## Produzione

### Riprese
Il film è stato girato in Giappone, a Tokyo.

## Distribuzione

### Data di uscita
- Germania Ovest: 24 aprile 1985
- USA: 26 aprile 1985
- Finlandia: 31 ottobre 1986
- Portogallo: 16 April 1991 (TV première)
- Grecia: 23 November 2006 (Thessaloniki International Film Festival)
- Bulgaria: 27 February 2007 (Sofia International Film Festival)
- Repubblica Ceca: 11 October 2007 (German Language Film Festival)